# Hospital Glostrup
El Hospital Glostrup  (en danés: Glostrup Hospital) se encuentra en la localidad de Glostrup, a 8 km del centro de Copenhague, en Dinamarca. Es propiedad y está gestionado por la autoridad regional de salud de la región del Gran Copenhague, en la región de Hovedstaden.
Se trata de un hospital de enseñanza para los estudiantes de múltiples vocaciones, que está afiliado a la Universidad de Copenhague, con más de 200 de sus empleados ocupando puestos académicos en la universidad, incluyendo 14 cátedras.